# Seminarul teologic „Sf. Gheorghe” din Roman
Seminarul teologic „Sf. Gheorghe” este un monument istoric aflat pe teritoriul municipiului Roman.
Ansamblu de clădiri datând din etape diferite, inițial existând o construcție în forma literei U, ante 1909 a fost închisa latura liberă printr-o nouă în stil neoromânesc de unde a rezultat o curte interioară. Post 1909 a fost adosată laturii de sud o altă aripă. Întrare principală este printr-un rezalit cu gang carosabil terminat în arc de cerc cu cărămidă așezată pe cant. Clădirea este din cărămidă, ancadramentele sunt din piatră cu baghete gotice intersectate la ferestrele etajului. Ferestrele parterului sunt terminate în arc turtit cu ancadramente din cărămidă dispuse pe cant. La cornișe sunt frize cu elemente geometrice., în timp ce colțurile rezalitului sunt marcate la cornișă prin elemente din piatră. Streașina este dispusă pe grinzi aparente. Traveea curentă se repetă și este formată din două ferestre înconjurătoare de ancadramente din piatră, distribuite pe trei niveluri. S-a dorit să ia ființă  în 1851, dar se deschide la 1 septembrie 1858. În primii trei ani a funcționat în mahalaua bisericii Sf. Nicolae, în casele căminarului Gh. Petrovici, rectorul seminarului fiind Dimitrie Matcaș. În 1892 episcopul Melchisedec Ștefănescu și economul Ioan Ștefănescu Flur cumpără un local propriu pentru funcționarea seminarului. În 1897-1914, după planurile arh. Alexandru Orăscu, clădirea se va completa cu noi spații (planul orașului din 1909 a lui N. Moisescu reprezintă doar corpul central al seminarului). În perioada comunistă seminarul a fost desființat, în clădirea sa înființându-se o școală de agricultură.